# Constance Le Grip

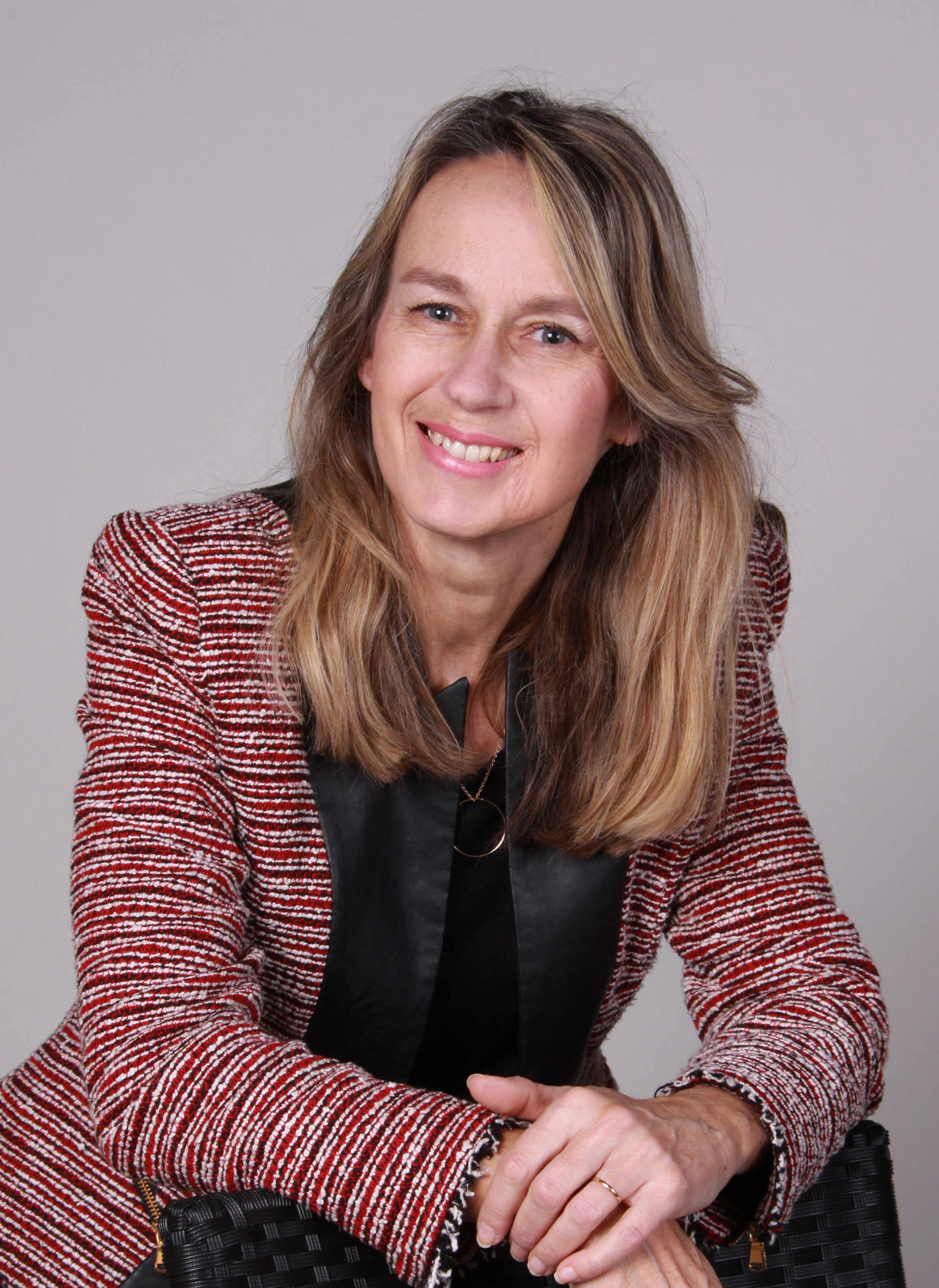
Constance Le Grip (2014)

Constance Le Grip (* 14. November 1960 in Chatou) ist eine französische Politikerin (UMP).
Le Grip besuchte das Institut für politische Studien in Straßburg und machte den Hochschulabschluss am Pariser Institut für politische Studien. Sie war parlamentarische Beraterin von Alain Lamassoure im Ministerium für Europäische Angelegenheiten und im Finanzministerium sowie für Nicolas Sarkozy im Innenministerium, im Wirtschaftsministerium und schließlich im Amt des Staatspräsidenten.
Le Grip ist seit 2010 Mitglied des Parteirats der UMP. Von 2001 bis 2008 gehörte sie dem Stadtrat von Neuilly-sur-Seine an. Am 10. Februar 2010 rückte sie für Michel Barnier in das Europäische Parlament nach, nachdem sie bei der Europawahl 2009 zunächst erfolglos im Wahlkreis Île-de-France kandidierte. Mit 1. Dezember 2017 folgte ihr Geoffroy Didier als EU-Abgeordneter nach. Seit dem 21. Juni 2017 ist Le Grip Abgeordnete in der französischen Nationalversammlung.
Seit 2019 ist Constance Le Grip Mitglied der Deutsch-Französischen Parlamentarischen Versammlung.